# Kuancheng, Changchun
Kuancheng, tidigare känd som Kwanchengtze, är ett stadsdistrikt i Changchun i Jilin-provinsen i nordöstra Kina.